# Una donna promettente
Una donna promettente (Promising Young Woman) è un film del 2020 scritto e diretto da Emerald Fennell.
Film thriller, esordio alla regia di Fennell, con protagonista Carey Mulligan, che ne è anche produttrice esecutiva.

## Trama
Cassie, da sempre considerata una giovane "donna promettente" e tra le migliori del suo corso di medicina, a causa di un evento vede deragliare la sua vita. Ai tempi dell'università, infatti, la sua migliore amica Nina venne stuprata da un collega di facoltà davanti a molti suoi amici, mentre la ragazza era ubriaca: nessuno credette alla sua versione, il che la fece cadere in grave depressione e la portò al suicidio.
In apparenza, la vita di Cassie è tranquilla, con un semplice impiego come barista al fianco di una datrice di lavoro che adora, ma in realtà la donna porta avanti una sua piccola missione per vendicare il torto subito da Nina: una volta a settimana Cassie si finge completamente ubriaca in un locale e, nel momento in cui un uomo la porta via con lo scopo di approfittarsi di lei, la donna rivela la sua completa sobrietà e lo terrorizza, scoraggiandolo fortemente dall'approfittarsi di altre donne. Dopo ogni incontro, Cassie segna l'accaduto su un apposito diario personale.
La donna vive ancora con i suoi genitori, i quali sono preoccupati per lei, soprattutto la madre: i due le regalano una valigia nel giorno del suo trentesimo compleanno, come a farle capire che è venuto il momento per lei di andare a vivere da sola. Lo stesso giorno Cassie incontra sul posto di lavoro Ryan, suo ex collega dell'università diventato nel frattempo un chirurgo pediatrico: tra i due inizia pian piano una relazione, anche se Cassie vorrebbe rimanere concentrata sulla propria missione. Quando Ryan rivela a Cassie che Al (il compagno di corso di Nina che la violentò) sta per sposarsi, però, l'antico odio si riaccende e così, mentre continua a terrorizzare uomini nei locali e cerca anche di portare avanti un percorso sentimentale con Ryan, Cassie prepara la sua vendetta verso coloro che hanno causato il suicidio di Nina.
La sua prima vittima è Madison, sua ex-amica e compagna di corso, che sostiene che Nina se l'era andata a cercare dal momento che era spesso ubriaca: dopo averla invitata a pranzo, Cassie la induce a bere oltre misura e la lascia in balia di un uomo che le fa credere di essersi approfittato di lei. Di fronte alle paure della donna, Cassie ignora i successivi messaggi in cerca di chiarimento. La seconda vittima di Cassie è la rettrice Elizabeth Walker, donna di potere nel contesto universitario, che non diede affatto credito alla versione di Nina: Cassie perciò mente alla figlia della donna, facendole intendere che le farà incontrare il suo gruppo musicale preferito e così, mentre la ragazza attende entusiasta in un ristorante, Cassie fa credere alla madre di averla lasciata in balia di alcuni studenti in una stanza del convitto universitario, mettendo in crisi la donna.
Cassie va in seguito a trovare Jordan Green, l'avvocato che ricattò Nina per farle ritirare la denuncia ma, trovandolo sinceramente pentito, desiste dal proposito di vendetta; dopo alcuni giorni la donna viene vista da Ryan mentre lascia un locale in compagnia di un altro uomo e riceve inoltre la richiesta di andare avanti nella sua vita perfino dalla madre di Nina. Questo spinge Cassie ad impegnarsi seriamente con Ryan, a stabilire un contatto sempre maggiore con lui ed a presentargli perfino la sua datrice di lavoro e i suoi genitori: il ragazzo fa un'ottima impressione a tutti. Dopo alcuni giorni, tuttavia, Madison si presenta a casa sua e le mostra un video salvato sul suo vecchio cellulare dell'abuso di Nina, dal quale Cassie scopre che anche Ryan era fra i presenti e non aveva fatto nulla per difendere la ragazza.
Infuriata, Cassie cancella i suoi buoni propositi e decide di ricattare Ryan: se non le rivelerà dove si terrà la festa di addio al celibato di Al, lei diffonderà il video, rovinando per sempre la sua reputazione personale e professionale. L'uomo le rivela il luogo in cui si terrà la festa e così Cassie si presenta travestita da infermiera sexy. Dopo aver drogato con una bevanda alcolica tutti i presenti e aver convinto il festeggiato a farsi ammanettare al letto, Cassie rivela la propria identità e inizia a terrorizzare l'uomo, ricordandogli la fine di Nina e riducendolo in lacrime. Cassie aggredisce infine Al con un bisturi, intenzionata a sfregiarlo scrivendo il nome di Nina sul suo addome, ma l'uomo riesce a liberare una mano ed a sopraffare la donna, soffocandola con un cuscino fino ad ucciderla.
Il giorno dopo Al e il suo migliore amico Joe, che aveva filmato il video dello stupro di Nina, bruciano il cadavere di Cassie senza che nessuno li scopra. I genitori di Cassie subito ne denunciano la scomparsa ed un poliziotto interroga Ryan, che però finge di non sapere cosa fosse successo alla ragazza: il poliziotto non dubita della buona fede del medico, anche perché il padre di Cassie aveva accennato ai disturbi mentali della figlia, confermati dallo stesso Ryan.
Inizia la celebrazione del matrimonio di Al, ma lo stesso giorno l'avvocato Jordan Green riceve un pacco da parte di Cassie, contenente il vecchio telefono di Madison e una lettera, in cui lei gli chiede di avvisare la polizia nel caso lei fosse sparita. Green telefona alla polizia, che irrompe alla festa di matrimonio poco dopo la fine della celebrazione. Nel frattempo Ryan riceve sul cellulare dei messaggi programmati da Cassie in cui la donna lo avvisa del proprio colpo di coda finale. Mentre avviene l'arresto di Al sotto gli occhi di tutti i presenti, Joe, che poco prima aveva pronunciato un discorso sulla fratellanza e lealtà che prova verso di lui, fugge via, nel disperato tentativo di sottrarsi alla giustizia.

## Produzione
Emerald Fennell ha scritto la sceneggiatura nel 2017 e l'ha proposta alla casa di produzione di Margot Robbie, la LuckyChap Entertainment, che ha immediatamente accettato di produrre la pellicola.

### Riprese
Le riprese si sono tenute tra marzo e aprile del 2019, durando in tutto 23 giorni.

## Colonna sonora
La canzone che accompagna il finale del film è Angel of the morning, nella versione cantata da Juice Newton.

## Distribuzione

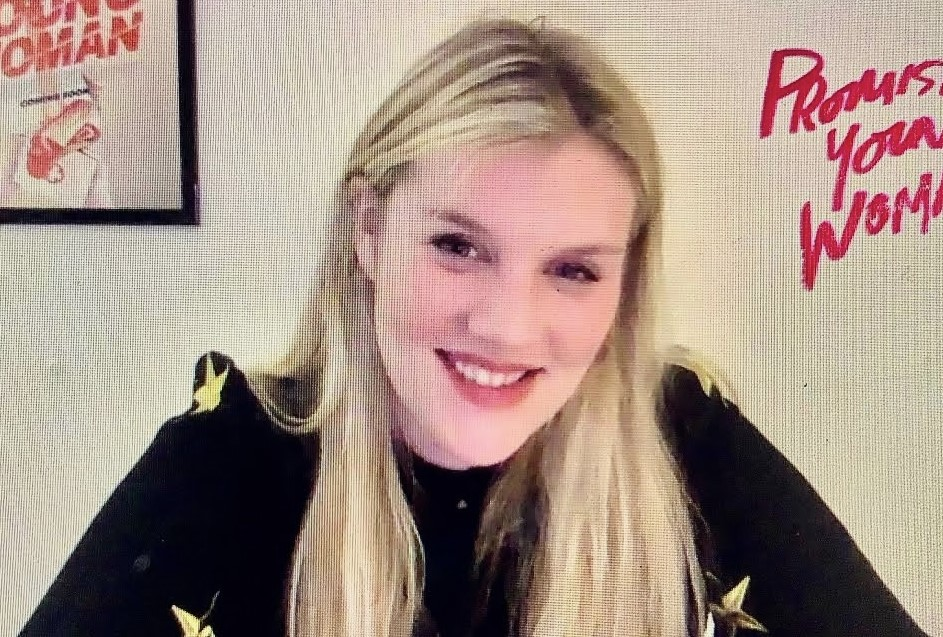
La regista Emerald Fennell mentre viene intervistata da remoto a proposito del suo film

Il film è stato presentato in anteprima mondiale il 25 gennaio al Sundance Film Festival del 2020. Originariamente previsto per il 17 aprile 2020 e poi rimandato a causa della pandemia di COVID-19 negli Stati Uniti, il film è stato distribuito da Focus Features nelle sale cinematografiche statunitensi a partire dal 25 dicembre 2020.
In Italia il film sarebbe dovuto uscire al cinema dal 13 maggio 2021 ma, a seguito delle proteste dovute al doppiaggio, il film è stato rinviato al 24 giugno 2021. Inizialmente infatti il personaggio di Gail, interpretato da Laverne Cox, era stato doppiato da Roberto Pedicini.

## Accoglienza

### Critica
Sul sito web Rotten Tomatoes il film riceve il 90% delle recensioni professionali positive, con un voto medio di 8,10/10, basato su 429 recensioni.
Invece, su Metacritic il film ha un punteggio di 73 su 100 basato su 48 recensioni.

## Riconoscimenti
- 2021 - Premio Oscar[10]
  - Miglior sceneggiatura originale a Emerald Fennell
  - Candidatura per il miglior film
  - Candidatura per la miglior regista a Emerald Fennell
  - Candidatura per la miglior attrice protagonista a Carey Mulligan
  - Candidatura per il miglior montaggio a Frédéric Thoraval
- 2021 - Golden Globe[11]
  - Candidatura per il miglior film drammatico
  - Candidatura per la miglior regista di un film a Emerald Fennell
  - Candidatura per la miglior attrice in un film drammatico a Carey Mulligan
  - Candidatura per la miglior sceneggiatura di un film a Emerald Fennell
- 2021 - Premio BAFTA[12]
  - Miglior film britannico
  - Miglior sceneggiatura originale a Emerald Fennell
  - Candidatura per il miglior film
  - Candidatura per il miglior montaggio a Frédéric Thoraval
  - Candidatura per la miglior colonna sonora a Anthony Willis
  - Candidatura per il miglior casting a Lindsay Graham Ahanonu e Mary Vernieu
- 2021 - Screen Actors Guild Award[13]
  - Candidatura per la miglior attrice cinematografica a Carey Mulligan
- 2021 - Critics' Choice Awards[14]
  - Miglior attrice a Carey Mulligan
  - Miglior sceneggiatura originale a Emerald Fennell
  - Candidatura per il miglior film
  - Candidatura per il miglior regista a Emerald Fennell
  - Candidatura i migliori costumi a Nancy Steiner
  - Candidatura il miglior trucco
- 2020 - Chicago Film Critics Association Awards[15][16]
  - Premio Milos Stehlik al miglior regista rivelazione a Emerald Fennell
  - Candidatura per il miglior film
  - Candidatura per il miglior regista a Emerald Fennell
  - Candidatura per il miglior attrice a Carey Mulligan
  - Candidatura per la migliore sceneggiatura originale a Emerald Fennell
- 2022 - Premio Goya
  - Candidatura a Miglior film europeo
- 2020 - Los Angeles Film Critics Association Awards[17]
  - Miglior attrice a Carey Mulligan
  - Miglior sceneggiatura a Emerald Fennell
- 2021 - Independent Spirit Awards[18]
  - Miglior attrice protagonista a Carey Mulligan
  - Miglior sceneggiatura a Emerald Fennell
  - Candidatura per la miglior regista a Emerald Fennell
- 2021 - San Diego Film Critics Society Awards[19][20]
  - Miglior film
  - Migliore attrice a Carey Mulligan
  - Candidatura per la migliore sceneggiatura non originale a Emerald Fennell
- 2021 - Satellite Awards[21]
  - Auteur Award a Emerald Fennell
  - Candidatura per la migliore attrice in un film drammatico a Carey Mulligan
  - Candidatura per la migliore sceneggiatura originale a Emerald Fennell
- 2021 - Dorian Awards[22]
  - Attrice dell'anno a Carey Mulligan
  - Sceneggiatura dell'anno a Emerald Fennell
  - Candidatura per il film dell'anno
  - Candidatura per il regista dell'anno a Emerald Fennell
- 2021 - European Film Awards
  - Miglior rivelazione - Prix fIPRESCI